# 로켓 앵커
로켓 앵커(영어: rocket anchor, 일본어: ロケットアンカー)는 애니메이션 《우주전함 야마토》 시리즈에 등장하는 가공의 장비이다.

## 개요
오리지널 시리즈에서는 미야타케 카즈타카 《우주전함 야마토 2199》 시리즈에서는 타마모리 준이치로가 설정을 디자인을 담당하였다.
현실 세계의 선박 등에 사용되는 닻과 동일한 장비로, 로켓 추진력을 가진 닻과 사슬형 부품으로 구성된다.
야마토의 함수부 양현에 1기씩 장비되어 있다. 해상에 정박 시에는 바다에 닻을 내리고, 우주 공간에서는 주변의 큰 부유물에 박아 선체를 고정하는데 사용된다. 박은 뒤에 닻을 감아올려 대상을 끌어당기는 것도 가능해 다양한 용도로 사용할 수 있다.
이처럼 응용성은 높지만, 첫 작품 이후에는 "로켓 앵커"로서 사용하기가 쉽지 않아 일반적인 닻으로 사용되는 경우가 대부분이었다. 《우주전함 야마토 2199》에서 지구 측 메카닉 디자인을 담당한 타마모리 준이치로는 로켓 앵커에 강한 집착을 가지고 있어서 후속편에서의 취급 방식에 불만을 가지고 있다. 그래서 이 작품 내에서의 로켓 앵커의 설정도 상당히 세세하게 그려져 있으며 작품 내에서도 반영되고 있다.

## 같이 보기
- 우주전함 야마토